# Jechezkel Flomin
Jechezkel Flomin, hebrejsky יחזקאל פלומין‎‎ (2. srpna 1935 Jeruzalém – 16. října 2019) byl izraelský politik, poslanec Knesetu za stranu Likud.

## Biografie
Narodil se v Jeruzalémě. Vystudoval střední školu v Tel Avivu a získal vysokoškolský titul v oboru právo a ekonomie na Telavivské univerzitě. V letech 1962–1969 na ní vyučoval. V letech 1971–1972 učil na Hebrejské univerzitě.

## Politická dráha
Od roku 1953 byl členem Liberální strany, předsedal její mládežnické organizaci a byl členem stranického vedení. V izraelském parlamentu zasedl poprvé po volbách v roce 1973, do nichž šel za stranu Likud. Stal se členem finančního výboru. Mandát obhájil za Likud i ve volbách v roce 1977, po nichž zastával funkci člena parlamentního výboru pro ekonomické záležitosti a finančního výboru. Ve volbách v roce 1981 mandát neobhájil. Zastával i vládní post. V letech 1977–1979 byl náměstkem ministra financí.
V roce 1986 opustil Liberální stranu a byl jedním ze zakladatelů strany ha-Merkaz ha-liberali (המרכז הליברלי‎, Liberální střed). Parlamentní zastoupení ale nezískala.